# Buddy Horne
James Alfred „Buddy“ Horne (* 4. Oktober 1933 in Toronto, Ontario; † 25. Februar 1977 in Parry Sound, Ontario) war ein kanadischer Eishockeyspieler.

## Karriere
Buddy Horne begann seine Karriere als Eishockeyspieler in der Saison 1950/51 bei der Juniorenmannschaft Weston Dukes. Die folgende Spielzeit verbrachte er bei den Galt Black Hawks aus der Junior Ontario Hockey Association. Anschließend spielte der Angreifer bis 1958 im Seniorenbereich für die Amateurmannschaft Kitchener-Waterloo Dutchmen, mit der er 1955 den Allan Cup, den kanadischen Amateurmeistertitel, gewann. Mit den Dutchmen repräsentierte er Kanada bei den Olympischen Winterspielen 1956. Zur Saison 1958/59 schloss er sich den Whitby Dunlops an, bestritt jedoch nur sechs Spiele für diese. Anschließend pausierte er zwei Jahre mit dem Eishockey, ehe er in der Saison 1961/62 für die Waterloo Tigers aus der Senior Ontario Hockey Association und die in keiner Liga spielenden Toronto All-Stars antrat. Nach einer weiteren dreijährigen Unterbrechung spielte er von 1965 bis 1967 für die Orillia Pepsis sowie in der Saison 1967/68 für die Collingwood Kings, ehe er seine Karriere im Alter von 35 Jahren beendete.

### International
Für Kanada nahm Horne an den Olympischen Winterspielen 1956 in Cortina d’Ampezzo teil, bei denen er mit seiner Mannschaft die Bronzemedaille gewann.

## Erfolge und Auszeichnungen
- 1955 Allan-Cup-Gewinn mit den Kitchener-Waterloo Dutchmen
- 1956 Bronzemedaille bei den Olympischen Winterspielen